# Microtendipes pedellus
Microtendipes pedellus är en tvåvingeart som först beskrevs av De Geer 1776.  Microtendipes pedellus ingår i släktet Microtendipes och familjen fjädermyggor. Arten är reproducerande i Sverige. Inga underarter finns listade i Catalogue of Life.

## Bildgalleri

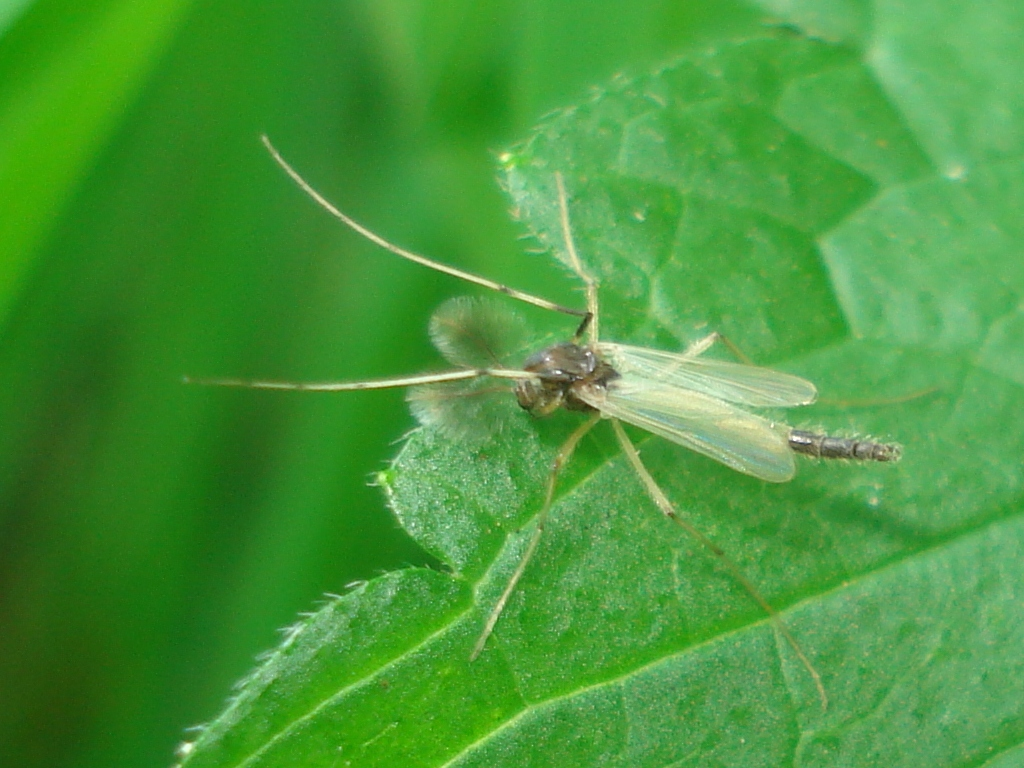